# Telenoticias (Honduras)
Telenoticias (conocido como TN5), es un noticiero hondureño el cual se transmite por la estación de televisión Canal 5. Es producido por la Corporación Televicentro.

## TN5 matutino
Fundado en 1999 como Noticiero TVC, fue transmitido por primera vez en marzo de 2000 a través de los 3 canales de la Corporación Televicentro: Canal 5, TSi y Telecadena 7/4. Inicialmente la transmisión del programa era de 6:00 a. m. a 7:00 a. m. y nuevamente de 7:30 a. m. a 8:00 a. m.
El 16 de noviembre de 2010, el programa cambia de nombre a TN5 matutino. 
De 2000 a 2014, el noticiero fue dirigido por el periodista Jorge Alberto Zelaya Munguía junto a Claudia Patricia Hernández como copresentadora. En 2014, Juan Carlos Sierra sustituye a Jorge Alberto Zelaya y con él cambia la emisión con 15 minutos adicionales; pasó a emitirse desde las 5:45 a. m. hasta las 7:00 a. m. En mayo de 2019 cambia la dirección del noticiero al periodista, que hasta entonces se destacaba como reportero, Ramón Matute (2019-actualidad).

### Presentadores
El presentador principal es Ramón Matute, quien conduce el programa de lunes a sábado. (2019-actualidad) 

### Formato
El noticiero se caracteriza por la transmisión de noticias de último minuto. Una de sus secciones más destacadas es Patrulla TN5, el cual consiste en la cobertura nocturna de noticias desde las 10:00 p.m. hasta las 5:00 a. m., información que se presenta en la emisión diaria. 
Existen varios segmentos en TN5 Matutino (sin embargo, si surge una noticia de último minuto, el orden cambia):
- Patrulla TN5: Los primeros 15 minutos del programa se emite el resumen de noticias ocurrido en horas de la noche/madrugada al nivel nacional.
- El Tiempo: En esta sección se da las condiciones del clima en Honduras y una noticia impactante sobre el cambio climático.
- Crónicas del amanecer: Se presentan historias de emprendedores que trabajan durante la noche/madrugada para poder subsistir.
- Clic: Esta sección emite noticias del ámbito tecnológico, así como tendencias en redes sociales.
- Deportes: Se presentan los resultados de los partidos de fútbol a nivel nacional e internacional.

## TN5 Estelar
Fundado en 1994 con su primera emisión del 30 de mayo de ese mismo año, posicionándose con el pasar de los años como el noticiero referente de Honduras, caracterizado por el análisis de las noticias y pluralidad de opiniones en los reportajes.  
Se transmite de lunes a viernes a las 9:00 p.m. bajo la dirección del periodista Renato Álvarez y como copresentadora, Cristina Rodríguez. 

### Secciones
- Noticia del día
- Economía hoy
- Sección salud
- Noticia Positiva
- Notas de pasillo Archivado el 20 de agosto de 2019 en Wayback Machine.
- TN5 en línea
- El mundo en TN5
- Estado del tiempo
- Deportes
- No se vaya a la cama sin conocer...

- Datos: Q6140569